# Dému
Dému (gaskognisch: Demú) ist eine französische Gemeinde mit 318 Einwohnern (Stand 1. Januar 2022) im Département Gers in der Region Okzitanien; sie gehört zum Arrondissement Condom und zum Gemeindeverband Grand-Armagnac.

## Geografie
Die Gemeinde Dému liegt an der Gélise, rund 36 Kilometer westnordwestlich der Kleinstadt Auch im Nordwesten des Départements Gers. Sie gehört zum Weinbaugebiet Côtes de Saint-Mont und zum Weinbrandgebiet Armagnac.
Zur Gemeinde gehören die Siedlung Dému und zahlreiche Weiler und Einzelgehöfte.

## Geschichte
Spätestens seit dem 11. Jahrhundert bestehen sowohl der Ort wie auch das Schloss. In den Jahren der Hugenottenkriege wurde Dému geplündert und zerstört. Die Dorfkirche wurde mit Ausnahme des Kirchturms zerstört. Dému gehörte zur Region Comté de (Vic-)Fezensac innerhalb der Gascogne. Der Ort gehörte von 1793 bis 1801 zum District Condom, zudem von 1793 bis 1801 zum Kanton Lannepax und von 1801 bis 2015 zum Wahlkreis (Kanton) Eauze.

## Bevölkerungsentwicklung
| Jahr                       | 1962 | 1968 | 1975 | 1982 | 1990 | 1999 | 2006 | 2012 | 2020 |
| Einwohner                  | 456  | 403  | 372  | 314  | 325  | 339  | 344  | 333  | 325  |
| Quellen: Cassini und INSEE |      |      |      |      |      |      |      |      |      |

## Sport
Im Jahr 2023 führte die Tour de France auf der 4. Etappe durch Dému. Auf der N-124 wurde mit der Côte de Dému (218 m) eine Bergwertung der 4. Kategorie abgenommen, ehe das Ziel in Nogaro erreicht wurde. Die Bergwertung sicherte sich der Franzose Anthony Delaplace.

## Sehenswürdigkeiten
- Turm mit Uhrwerk
- Pilgerkapelle Notre-Dame du Bernet (Heiligtum) aus dem 11. Jahrhundert
- Kirche in Daugue
- mehrere Wegkreuze und zwei Marienstatuen
- Lavoir (ehemaliges Waschhaus)

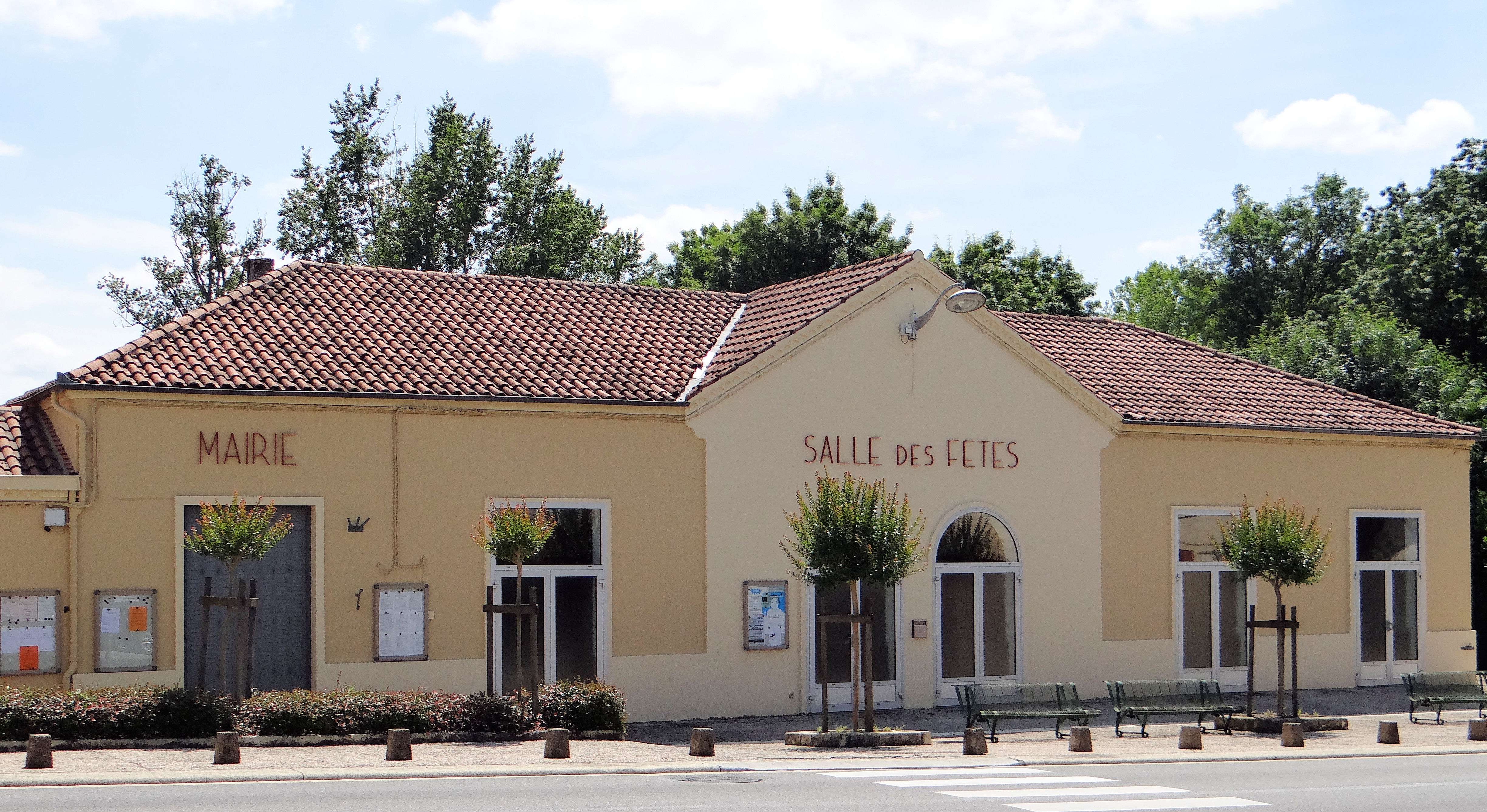
Rathaus (Mairie) und Festsaal von Dému
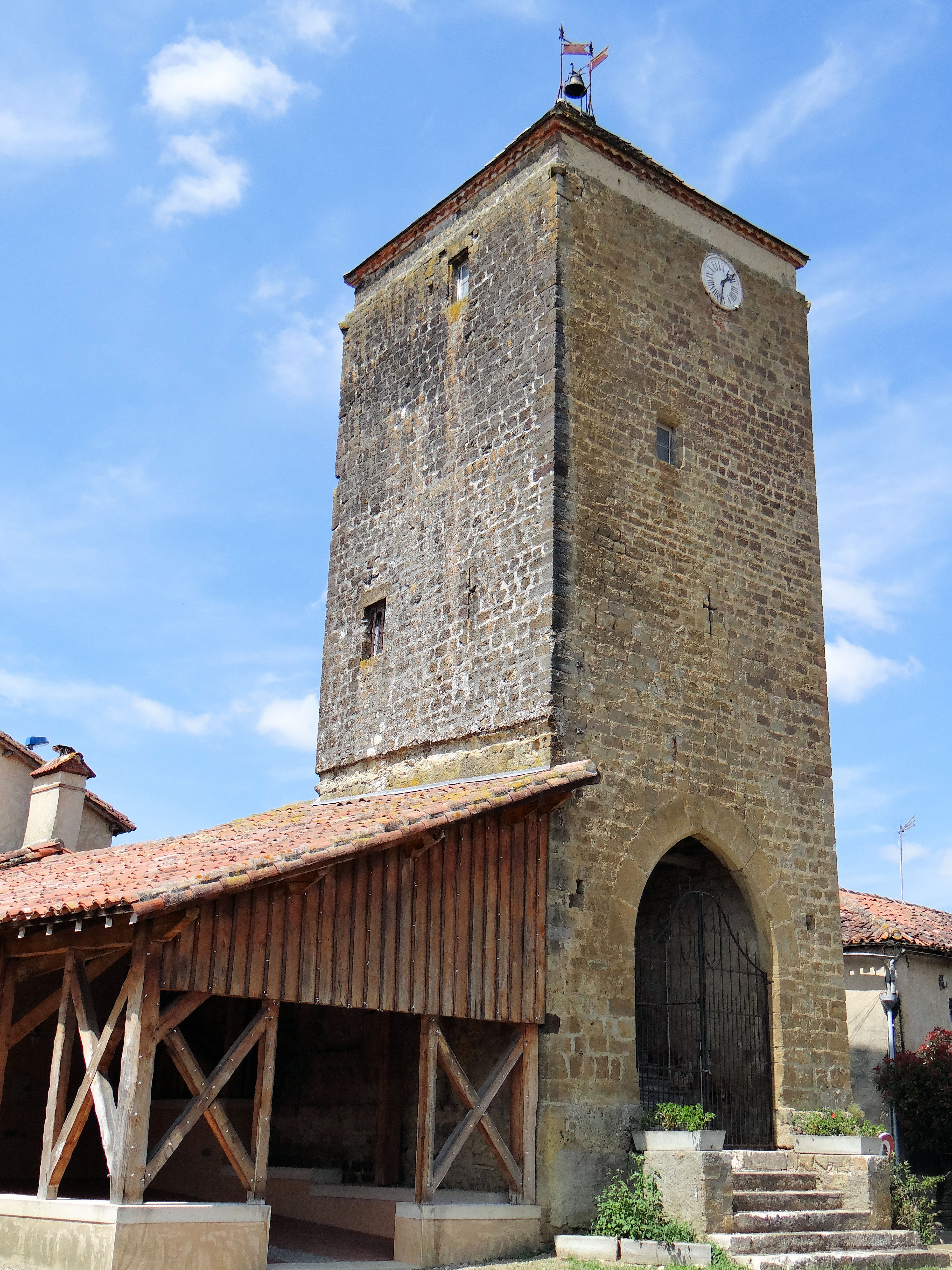
Turm von Dému
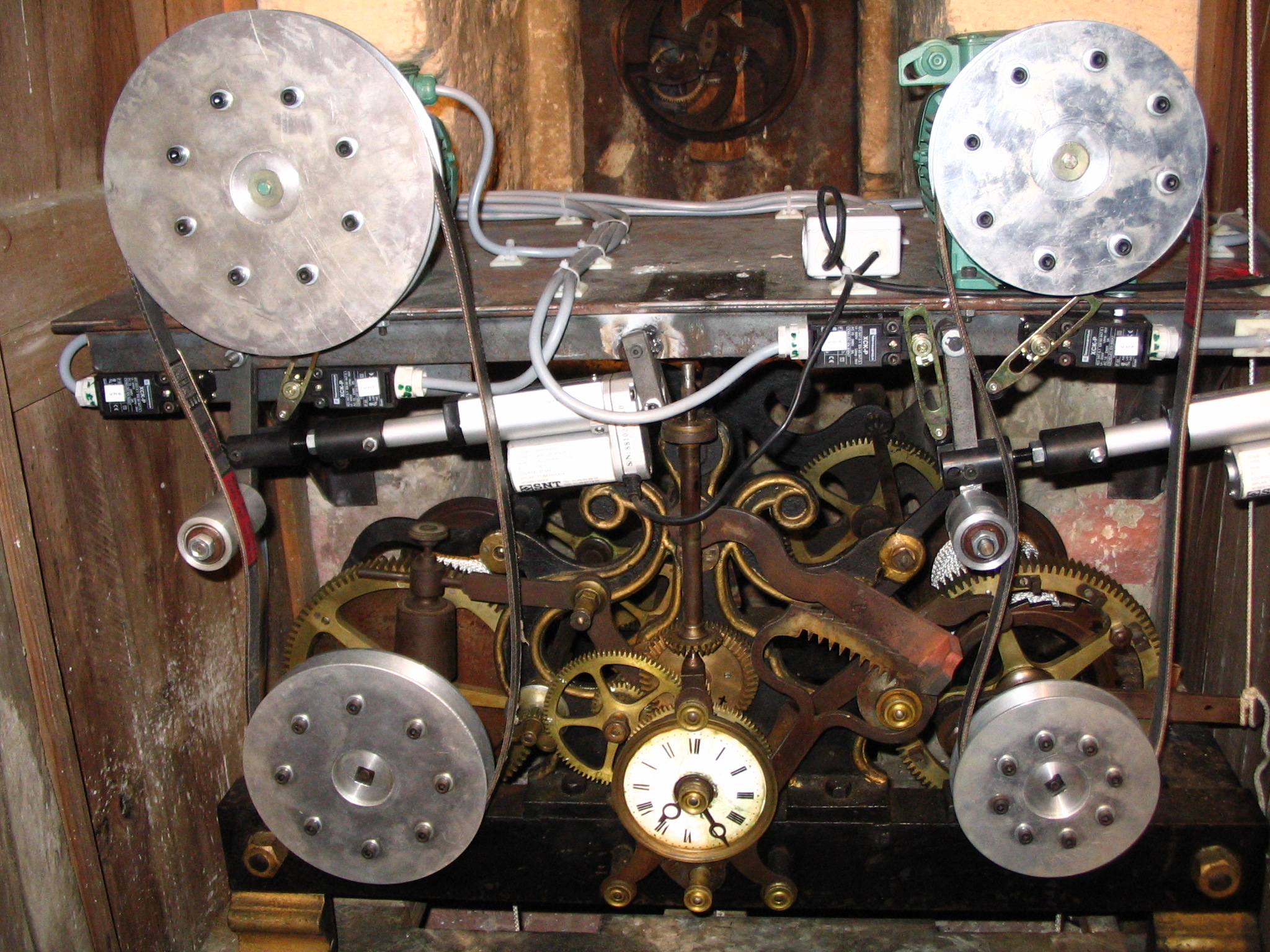
Uhrwerk im Turm